# Кук (проток)
Вижте пояснителната страница за други значения на Кук.
Кук (на английски: Cook Strait; на маорски: Te Moana-o-Raukawa) е проток, който разделя Южния и Северния остров на Нова Зеландия. Съединява Тихия океан на изток с Тасманово море на запад. На бреговете му е разположена столицата на Нова Зеландия, град Уелингтън.
Протокът носи името на британския мореплавател Джеймс Кук, който пръв преминава през него през 1770 г. и го изследва.

## История
В маорската митология, протокът е открит от мореплавател на име Купе, който преследвал с кануто си и убил чудовищен октопод в протока. Когато Абел Тасман съзира за пръв път Нова Зеландия през 1642 г., той взема протока за залив, който е затворен от изток. През 1769 г. Джеймс Кук установява, че това всъщност е проток, който е плавателен.
Протокът Кук привлича европейски заселници в началото на 19 век, тъй като се използва като база за лов на китове. През 1840-те години се появяват постоянни селища, първо при Уелингтън, после при Нелсън и Уонгануи.
От 1888 до 1912 г. известният голям сив делфин Пелоръс Джак посреща и придружава корабите, преминаващи през протока. През 1904 г. е направен опит да бъде убит, след което той е защитен от новозеландския закон.
Във времена на външна заплаха са построявани различни брегови фортификации, които да защитава протока. През Втората световна война са издигнати две оръдейни батареи зад Уелингтън. Те имат обсег от почти 29 km. Останките им са запази и до днес.

## География
Протокът има дължина от 107 km, а в най-тясната си част е широк 22 km. Средната му дълбочина е 87 m. Поради резките промени на времето и силните ветрове, духащи предимно от север, се счита за един от най-опасните протоци в света.

## Океанография
Водите на протока Кук се доминират от силни приливни течения. Характерна особеност на протока е, че височината на приливните вълни в двата му края са почти напълно извън фаза една спрямо друга, така че прилив в единия край означава отлив в другия край. Макар приливната вълна да трябва да тече в една посока шест часа, след което да тече в обратната посока шест часа, някои вълни в протока могат да продължат до осем или десет часа, при което вълната в обратната посока се отслабва. При особено бурни метеорологични условия обратното течение може да се съвсем да се обезсили, а водата може да продължи да тече в една и съща посока за три или повече приливни цикъла. Това е обозначено на приливните таблици в региона. Подводните скали край бреговете усложняват океанския поток и турбуленция. В протока са намерили гибелта си редица кораби от 19 и 20 век със значителни човешки загуби.
По дъното на протока са прокарани три подводни кабела, провеждащи 350 kV и до 500 MW, които предоставят електрическа връзка между Южния и Северния остров. Две фериботни компании осъществяват редовни фериботни превози между двата острова по няколко пъти на ден.